# No culpes al karma de lo que te pasa por gilipollas (novela)
No culpes al karma de lo que te pasa por gilipollas es una novela de la escritora Laura Norton publicada el 29 de abril de 2014. Forma parte de una saga, cuya segunda parte se titula Ante todo, mucho karma (27 de febrero de 2017).

## Argumento
La protagonista, Sara, tiene un trabajo muy interesante, es plumista. Pero la vida se le complica y se encuentra con que su piso se convierte en una especie de camarote de los hermanos Marx cuando en la misma semana, se van a vivir con ella su padre deprimido, su hermana rebelde y su extravagante prometido, que resulta ser su antiguo amor de instituto al que lleva mucho tiempo sin ver.

## Autora
Laura Norton es un seudónimo de una escritora española que prefiere seguir en el anonimato. Publicó su primera novela en 2014. Está especializada en literatura dirigida especialmente a mujeres jóvenes. Su primer libro, No culpes al karma de lo que te pasa por gilipollas cuenta con trece ediciones y una traducción al polaco. Además sus derechos para el cine ya están vendidos y el 11 de noviembre de 2016 se estrenó la película que llevaría el título de la obra de la escritora española.

## Adaptación al cine
El 11 de noviembre de 2016 se llevó la novela al cine, dirigida por María Ripoll y escrita por Carlos Montero y Breixo Corral. La película fue protagonizada por Verónica Echegui, Álex García y Alba Galocha. 
En agosto del 2022, se estrenó en Netflix la segunda adaptación de esta obra, esta vez con producción mexicana y titulada ¿Qué culpa tiene el karma?. Fue dirigida por Elisa Miller, escrita por Fernanda Eguiarte Hernández y Marcelo Tobar de Albornoz, y protagonizada por Aislinn Derbez, Renata Notni y Gilberto "Gil" Cerezo.

## Recepción
Tuvo un gran éxito sobre todo en el público femenino. Ha sido editada 13 veces y además formó parte de los 30 libros más prestados en las bibliotecas públicas de España en 2016, haciéndose con el puesto número 25 y su autora fue la novena de diez escritores más solicitados.

## Críticas
Gran parte de su público quedó muy satisfecho con la novela, llegando a decir que es una novela muy fresca y entretenida con la que muchas personas se ponen en el lugar de su protagonista Sara. Pero también hubo un sector que esperaba más del libro y sobre todo de la autora que, tras leerse previamente el libro Gente que viene y bah, quedaron decepcionados.